# Husby Klit
Husby Klit är en sanddyn i Danmark. Den ligger i Region Mittjylland, i den västra delen av landet. Husby Klit ligger 7 meter över havet.
Närmaste större samhälle är Ringkøbing, 16,6 km söder om Husby Klit.